# Darrel Scoville
Darrel Scoville (Swift Current, 13 ottobre 1975) è un ex hockeista su ghiaccio canadese che nel corso della carriera ha giocato anche in National Hockey League.

## Carriera
Darrel Scoville giocò per tre stagioni nel campionato universitario della NCAA con il Merrimack College, totalizzando 78 punti in 107 partite giocate. Il 12 giugno 1998 senza essere stato scelto al Draft NHL, perciò free agent, firmò un contratto con i Calgary Flames. Nelle tre stagioni successive giocò soprattutto in American Hockey League con il farm team dei Saint John Flames, conquistando nella stagione 2000-2001 il titolo della Calder Cup. Scoville esordì in National Hockey League nella stagione 1999-2000 giocando sei incontri con la maglia dei Flames.
Ritornato free agent il 10 luglio 2001 Scoville entrò a far parte dell'organizzazione dei Columbus Blue Jackets, franchigia con cui giocò dal 2002 al 2004 dieci partite. Nel corso di quelle stagioni giocò per la maggior parte del tempo in AHL con la squadra affiliata dei Syracuse Crunch, ricoprendo anche il ruolo di capitano. Durante il lockout della NHL nella stagione 2004-05 vestì per sette partite la maglia degli Hershey Bears, per poi concludere la stagione con i Providence Bruins. Nell'estate del 2005 si trasferì in Europa ingaggiato dal Villach, squadra della Österreichische Eishockey-Liga. Con la maglia del Villach Scoville vinse il campionato austriaco 2005-2006.
Dopo quattro stagioni nel 2009 Scoville si trasferì ai Black Wings Linz. A causa di un infortunio quell'anno poté giocare solo sette partite. Nell'agosto del 2010 firmò un contratto con l'Alleghe Hockey, squadra della Serie A italiana.

## Palmarès

### Club
- Calder Cup: 1

Saint John: 2000-2001
- Campionato austriaco: 1

Villach: 2005-2006

### Individuale
- Hockey East All-Rookie Team: 1

1995-1996
- AHL All-Star Classic: 1

2000